# Dějiny Albánie

Státní znak Albánské republiky

Dějiny Albánie tvoří součást dějin Evropy. Během starověku bylo území Albánie domovem několika Illyrských kmenů, jako jsou Ardiaei, Albanoi, Amantini, Enchele, Taulantii a mnoho dalších, ale také thráckých a řeckých kmenů, jakož i několika řeckých kolonií založených na illyrském pobřeží Jaderského moře. Ve 3. století př. n. l. byla oblast anektována Římem a stala se součástí římských provincií Dalmácie, Makedonie a Moesie. Území zůstalo pod římskou a byzantskou nadvládou až do slovanských migrací v 7. století. V 9. století byla začleněna do Bulharské říše.
Ve středověku vzniklo Arbešské knížectví a sicilské závislé území známé jako středověké Albánské království. Některé oblasti se staly součástí Benátské a Srbské říše, ale v 15. století je pohltila Osmanská říše. Oblast přetrvala pod osmanskou kontrolou jako součást provincie Rumélie až do roku 1912, kdy po krátké okupaci Srbským královstvím došlo k vyhlášení prvního nezávislého albánského státu. Albánská národní identita vznikala v pozdním 19. století a byla součástí širšího fenoménu vzestupu nacionalismu za osmanské říše.
Nedlouho trvající monarchistický stát známý jako Albánské knížectví (1914–1925) byl nahrazen ještě kratším obdobím první Albánské republiky (1925–1928). Republiku nahradila další monarchie, Albánské království (1928–1939). Těsně před druhou světovou válkou zemi okupovala Itálie a začlenila ji do své koloniální říše jako protektorát Albánské království (1939–1943). Po skončení války se Albánie stala komunistickým státem, Albánskou socialistickou lidovou republikou, kterému po většinu jeho trvání vládl Enver Hodža (Hoxha). Hoxhův nástupce Ramiz Alia dohlížel na rozpad „hodžistického“ státu během kolapsu východního bloku na konci 80. let.
Komunistický režim se zhroutil v roce 1990 a bývalá komunistická Albánská strana práce utrpěla drtivou porážku ve volbách v březnu 1992, uprostřed hospodářského kolapsu a společenských nepokojů. Nestabilní ekonomická situace vedla v 90. letech 20. století k velké emigraci, většinou do Itálie, Řecka, Švýcarska, Německa a Severní Ameriky. Krize vyvrcholila v roce 1997 rozsáhlými nepokoji, způsobenými krachem pyramidových fondů. Zlepšení hospodářské a politické situace v prvních letech 21. století umožnilo Albánii stát se v roce 2009 plnoprávným členem NATO. Země také usiluje o vstup do Evropské unie.

## Počátky

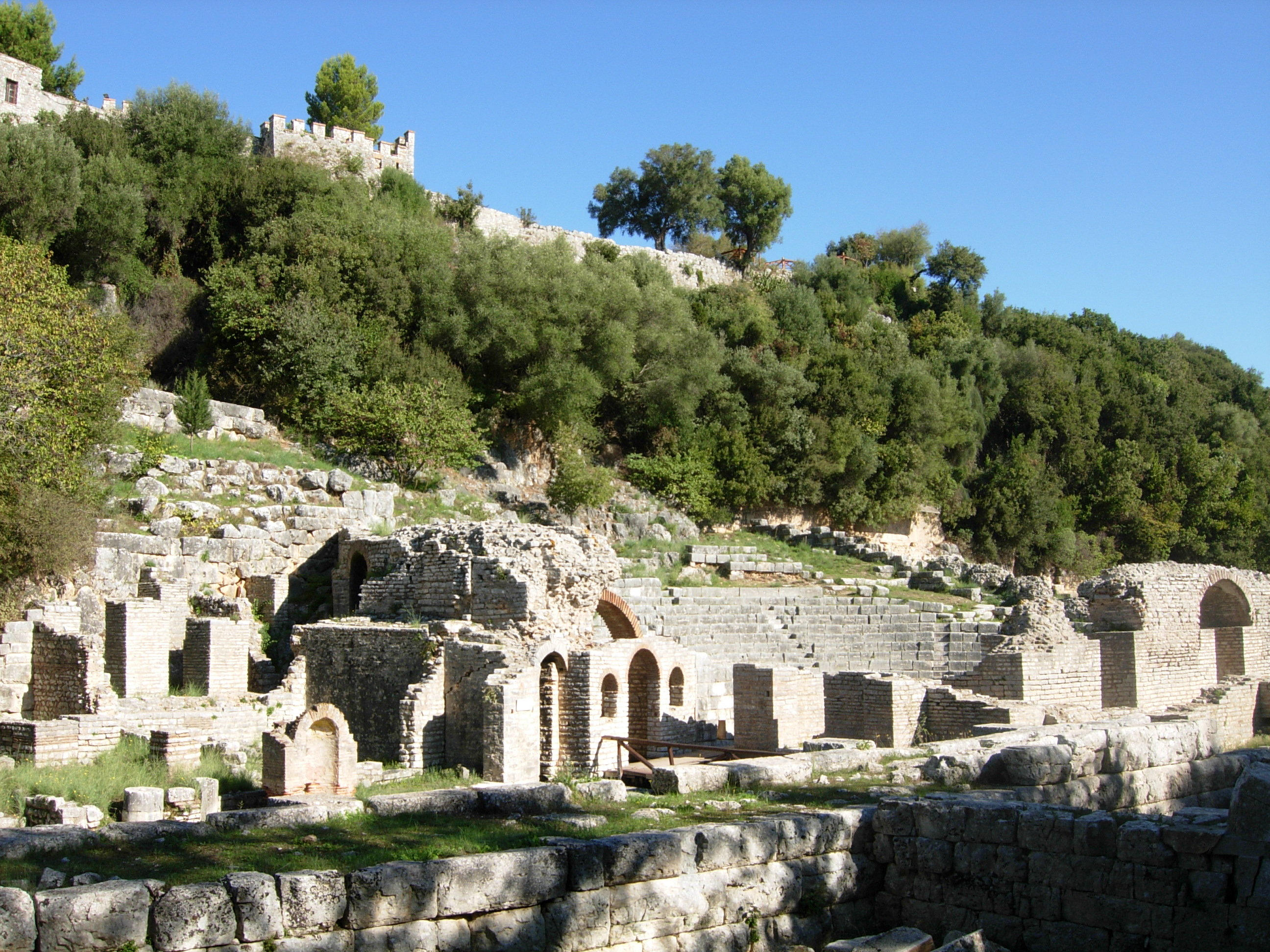
Město Butrint na samém jihu země patří k několika dochovaným antickým městům v zemi. Existovalo až do 16. století.

Kmen Ilyrů obsadil území dnešní Albánie někdy kolem roku 2000 př. n. l., jednalo se o první zdokumentované osídlení. Tehdejší kmen nesl název Albanoi, a dal tak zemi její název.

## Antika
Ilyry později začali vytlačovat Řekové, jejich první osídlení se začala objevovat někdy v 7. až 8. století př. n. l.
Z této doby například pochází též i Butrint, město na jihu země, jež je dnes památkou UNESCO. Ilyrská království existovala ještě ve 3. století př. n. l.; a stále soupeřila s Řeky. Sjednotitelem mnohých ilyrských vládců se stal král Agron, který ovládal před koncem 3. století př. n. l. oblasti severu dnešní Albánie, Černou Horu a Hercegovinu. Po jeho smrti však jeho nástupce porazili Římané.
Římané zemi obsazovali po částech; od 2. století př. n. l. až do období přelomu letopočtu. Římská říše umožnila na území dnešní Albánie rozvoj, a potlačila meziklanové spory. Vznikly přístavy, mnohé pevnosti, akvadukty a silnice Via Egnatia. Těžila se měď, stříbro a asfalt. Na Skadarském a Ohridském jezeru byl provozován rybolov a pěstovalo se také víno.
Na konci 4. století se do země rozšířilo křesťanství. Po rozdělení říše Albánie spadala pod Východořímskou, neboli Byzantskou říši. Její součástí zůstala země až do roku 1204.

## Středověk

### Albánie jako součást cizích států
Byzantinský vliv však začalo ohrožovat Bulharsko, a později další státy, ze severu srbské státy Raška a Zeta a ze západu Benátská republika.
Na přelomu 12. a 13. století vznikl první albánský státní útvar, bylo jím Arbešské knížectví.
V letech 1342/1343 obsadil území celé Albánie car Štěpán Dušan a ovládl zemi na několik desítek let. Srbové zavedli slovanský kulturní vliv v zemi a rozšířili svůj jazyk jako jazyk vzdělanosti. Jejich vláda však netrvala dlouho; již v závěru 14. století obnovil Karlo Topija v pobřežních částech Albánie nezávislý stát.

### Osmanské vpády
Turci začali na území dnešní Albánie pronikat již nedlouho po Bitvě na Kosově poli, ve které bylo Srbsko podstatným způsobem vojensky oslabeno, a tedy již nadále nemohlo čelit vpádům Osmanů na Balkán.

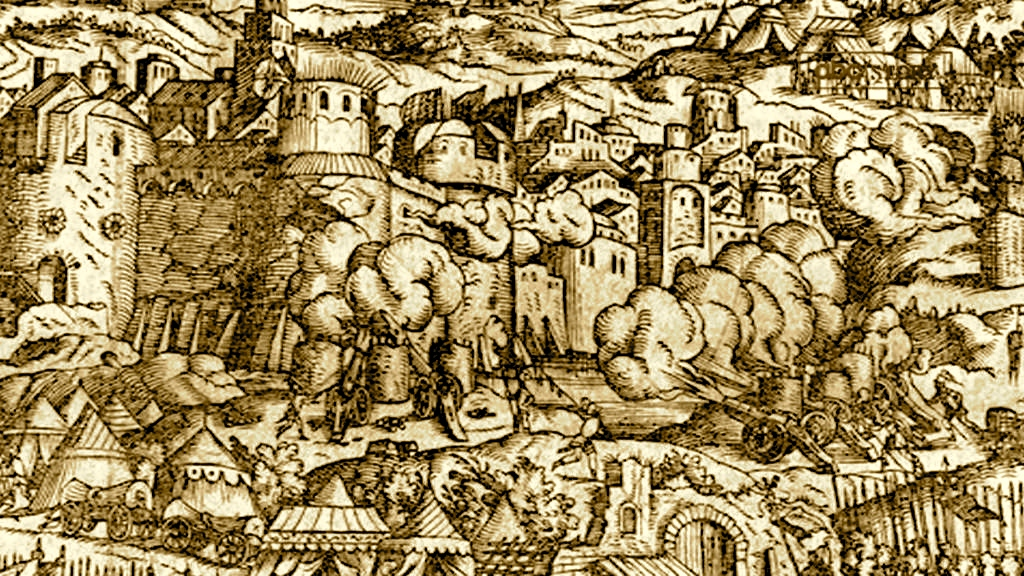
Obléhání Skadaru v letech 1478 a 1479

Ve 20. až 30. letech století patnáctého začali postupně zemi ovládat Osmané, proti nim se však postavilo několik bojovníků, z nichž nejznámější byl nakonec Gjergj Kastrioti Skanderbeg z Krujë. Ten dokázal úspěšně na 20 let jejich výpady zadržovat a sjednotit zemi. Skanderbeg vládl zemi v letech 1444–1468 a během jeho života se uskutečnila řada bitev proti Turkům, které byly pro Kastriotiho úspěšné.
Po Skanderbegově smrti však neexistoval vůdce, který by proti Turkům bojoval. Po jistou dobu se snažili Osmany držet zpátky Benátčané, avšak to se jim dařilo jen několik málo let; nakonec s nimi zpět do dnešní Itálie odešla (v několika vlnách) i řada Albánců a proto žije v zemi poměrně homogenní menšina. Významná albánská města a pevnosti se tak dostaly do tureckých rukou ještě před rokem 1500 (Kruja padla v roce 1478, Skadar v roce 1479 a Drač roku 1501). Příchodem k Jaderskému moři získali Turci přístup k možné invazi do Itálie, která však pro ně skončila neúspěchem.

### Islamizace země
Osmané v Albánii nakonec vládli další stovky let; vytlačili křesťany do hor a zavedli islám. Ten se v zemi rozšířil až po čase, především proto, že osmanský systém motivoval Albánce ke konverzi, ovšem nenutil je. Albánské obyvatelstvo konvertovalo k islámu především proto, aby mu byl umožněn společenský vzestup. Zatímco v 19. století docházelo v okolní Evropě k rozvoji, Albánie zůstávala zaostalou zemí s vysokým podílem negramotnosti (téměř všechny ženy byly nevzdělané) a skoro žádným průmyslem. Trpěla typickými problémy, které sužovaly téměř všechny odlehlejší oblasti Turecka.
Proti osmanské nadvládě propukala různá povstání; mezi lety 1756 a 1831 získal na severu země moc rod Bušatliů, mezi lety 1787 a 1822 pak na jihu země vládl jako téměř nezávislý správce Ali paša Tepelenský.

## Albánské národní obrození a cesta k nezávislosti

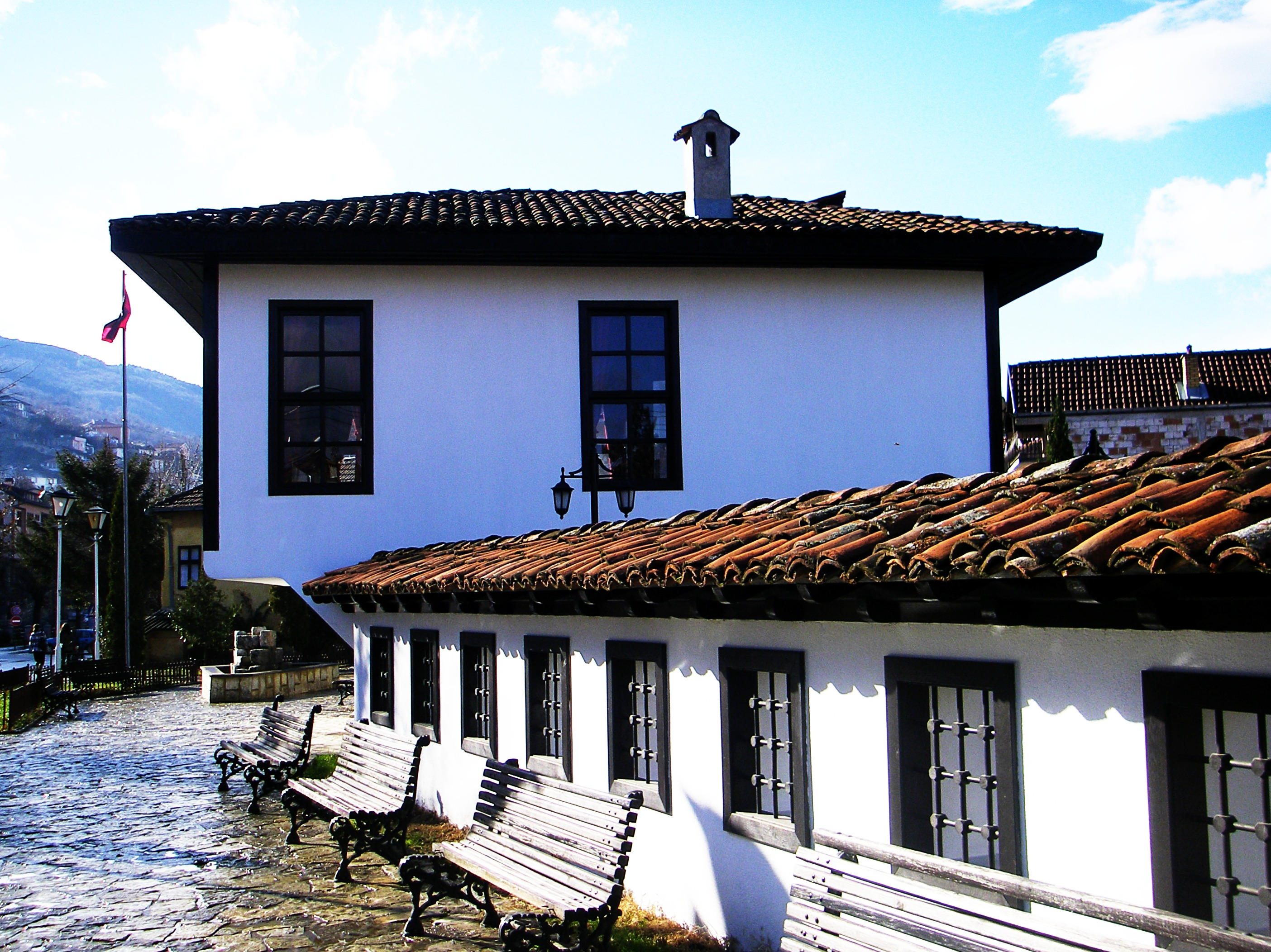
Muzeum Prizrenské ligy v Prizrenu v Kosovu.

Od 2. poloviny 19. století se postupně rodilo albánské národní hnutí jehož nejsilnějším představitelem byla tzv. Prizrenská liga, jedna z národních organizací, která požadovala na sultánovi autonomii těch sandžaků, které byly osídlené Albánci. S obrozeneckým procesem však přišli Albánci až mnohem později, než okolní národy (s výjimkou Makedonců); teprve až na konci 19. století. Do té doby byli do velké míry loajální Osmanské říši, byť se ozývaly stále častěji hlasy volající minimálně po autonomii (např. právě zmíněná Prizrenská liga měla zájem o vybudování Albánie na značně větším území než je dnes, včetně např. Sandžaku.
Řada ostatních národů, jako např. Řekové, nebo Srbové, snili o rozparcelování albánského území mezi své vlastní státy, rozvíjející se na úkor tureckých území. Pozadu nezůstávalo ani Rakousko-Uhersko, které v Balkánu spatřovalo jediný možný směr své teritoriální i politické expanze. To byl také jeden ze záměrů, kterého tyto státy chtěly docílit během balkánských válek. Řada Albánců, mezi nimiž byl například Hasan Prishtina, se však proti tomuto postupu postavila. Mladoturecká revoluce znamenala oslabení centrální vlády z Istanbulu, a tedy jednak možnost národní emancipace, také ale riziko zvýšeného tlaku z Řecka a Srbska. Proto albánští představitelé požadovali od turecké vlády změny. Poté, co Istanbul souhlasil, byli povstalci uspokojeni a situace se na čas uklidnila.

## Nezávislost a Albánské knížectví

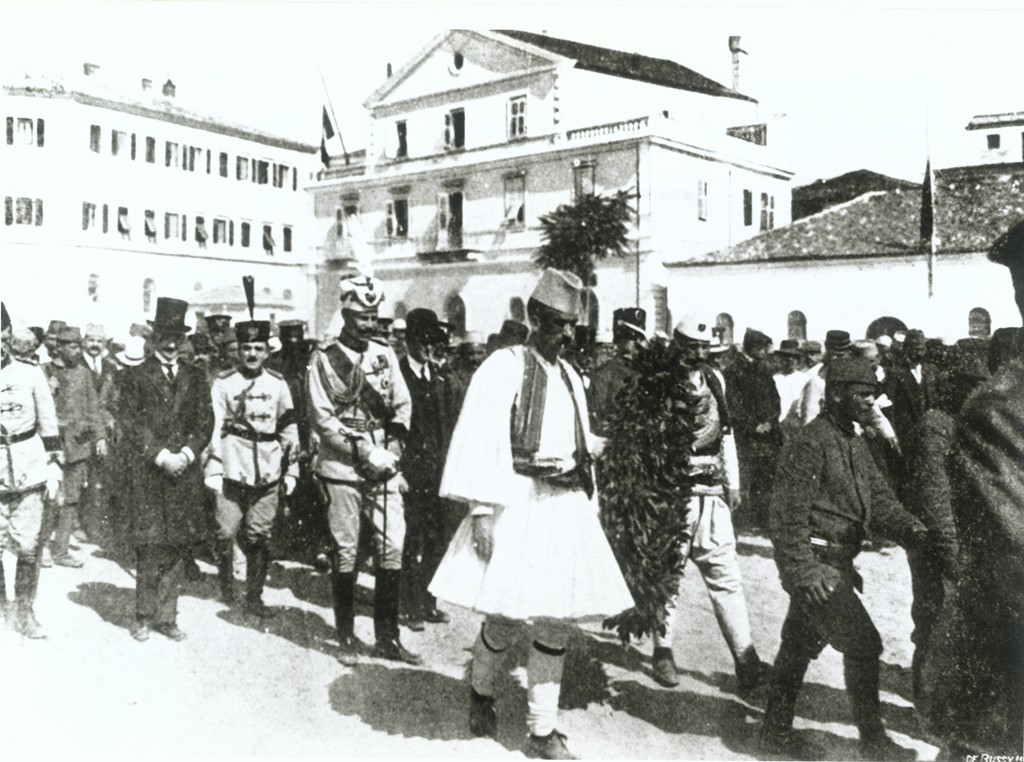
Kníže Wied v Durresu

Albánie vyhlásila 28. listopadu 1912 nezávislost a stala se republikou. Požadavek na vytvoření autonomního státu, který předložili představitelé země osmanské vládě, její ministři přijali. 17. prosince 1912 pak evropské mocnosti přiznaly zemi autonomní status pod svrchovaností sultána. V Londýně byla 29. července 1913 podepsána mírová smlouva, která Albánii již stanovila definitivně jako autonomní, suverénní a dědičné knížectví, jehož existence a neutralita byla garantována šesti velmocemi (Rakousko-Uhersko, Německo, Francie, Itálie, Velká Británie a Rusko) a do zvolení knížete měla nejvyšší moc vykonávat Mezinárodní kontrolní komise (MKK). Jako zájemci na albánský knížecí trůn se našli např. italský markýz Giovanni Kastriota Skanderbeg d'Auletta nebo španělský šlechtic Don Juan de Alandro Kastrioti y Perez de Velasco, kteří odvozovali svůj původ od hrdinného Skanderbega, ovšem neměli podporu velmocí a tak nepřicházeli v úvahu. Stejně dopadli i kandidáti z Albánie nebo černohorský král Nikola I. Neuspěli však také kandidáti velmocí, většinou katolíci. Úspěšně dopadl až Wilhelm Wied z Neuwiedu z Porýní, jehož matkou byla nizozemská princezna a jeho vzdálený příbuzný byl císař Vilém II., rozhodujícím faktorem pro něj bylo to, že byl protestant a tedy přijatelný pro všechny. Wilhelm Weid dorazil do Albánie 7. března 1914 a za své sídelní město si vybral přístav Durres (Drač), tak začala dvousetdenní vláda Wilhelma Weida v Albánii.

## První světová válka
Nedlouho po vyhlášení nezávislosti Albánie vypukla první světová válka a členové MKK jeden po druhém začali i s vojenskými jednotkami opouštět Albánii. Knížeti posléze došly finance a při muslimské vzpouře, která dorazila do Durresu, hledal úkryt na palubě italské lodi Misurata, což v očích Albánců snížilo jeho prestiž. Po definitivním odchodu členů MKK a jejich jednotek nenacházeje východisko, předtím než se opět nalodil na loď Misurata, vydal kníže prohlášení, v němž Albáncům sdělil, že neabdikuje, ale opouští zemi proto, že mu poměry v ní neumožňují řádnou správu země. Vyjádřil přesvědčení, že během jeho dočasné nepřítomnosti „si bude moci lid v klidu rozmyslet a najít pro sebe správnou cestu“. Nejprve odcestoval do Rumunska a posléze byl jako major německé armády poslán na frontu do Flander, což zdiskreditovalo Weida jako neutrální osobu schopnou vykonávat funkci vladaře Albánie především v očích Dohody.

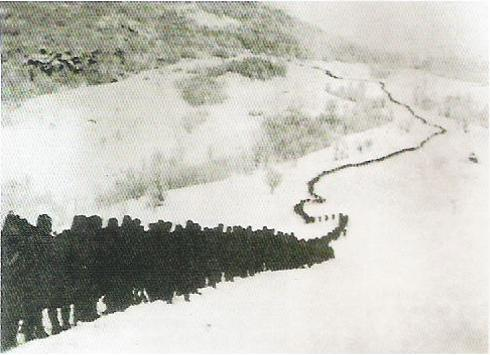
Srbští vojáci postupující přes albánské území

Na přelomu let 1915 a 1916 obsadily Albánii srbské jednotky, které přes zemi procházely do Řecka poté, co se zhroutila srbská fronta a Rakousko s Bulharskem mohly úspěšně postoupit do srbského vnitrozemí.
Od roku 1916 se z Albánie stalo jedno z bojišť první světové války. Během války byla země obsazena jak rakousko-uherskou, tak francouzskou a italskou armádou.
Po ukončení války zůstával osud nezávislé Albánie nejistý. Podle Londýnské dohody (1915) by velkou část Albánie dostala Itálie a zbytek Řecko, popř. Srbsko, ale díky přičinění amerického prezidenta Woodrowa Wilsona zůstala Albánie nezávislým státem a monarchií. Krátce po skončení války a vzniku republiky roku 1920 došlo k významné změně – hlavní město republiky bylo přesunuto z Drače do Tirany, tehdy malého dvacetitisícového města.

## Meziválečné období

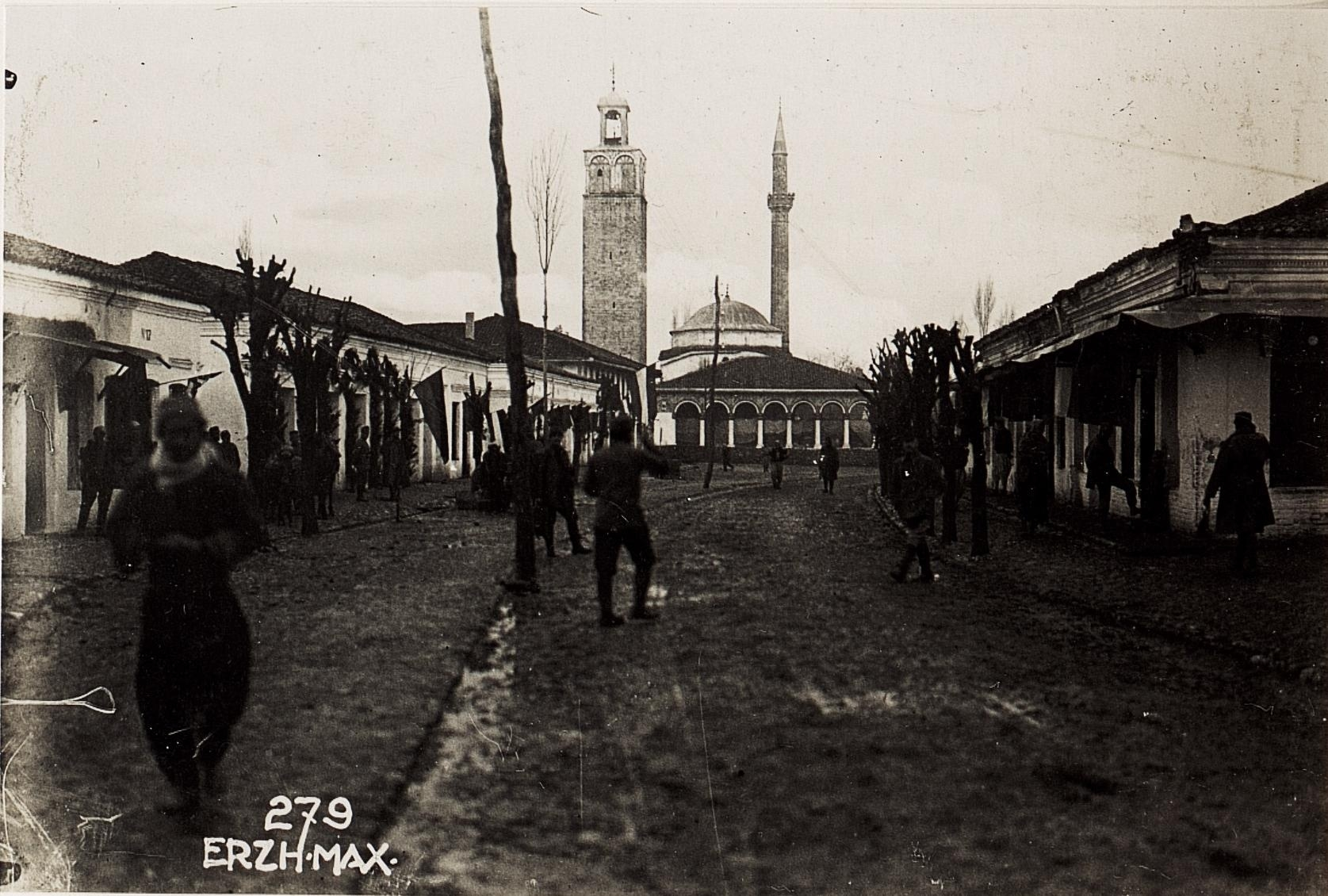
Tirana kolem roku 1917

Mezi lety 1922 až 1939 byl vůdčí albánskou postavou Ahmet Zogu, který byl nejdříve premiérem (1922–1924), později prvním prezidentem Albánie (1925–1928) a konečně v letech 1928 až 1939 vládl jako král Albánců Zog I. Ten vládl až do roku 1939 kdy Albánii obsadila Itálie a Zogu opustil zemi a žil v Londýně jako exilový král. Po válce pobýval na dvoře egyptského krále Farúka.
Roku 1922 se stal Ahmet Zogu ministerským předsedou. Uvědomoval si zaostalost své země ₋ ještě v meziválečné době žilo pět šestin Albánců na venkově a většina lidí byla negramotná. Albánie byla zaostalou zemí i na turecké poměry; jednalo se o nejzápadnější část Osmanské říše (po ztrátě Bosny a Hercegoviny) a tak zde nefungovala efektivně ani turecká správa. Neexistovala žádná evidence majetku lidí, nebo jejich pozemků. Venkov spravovali jednotliví begové, kteří často vedli permanentní spory o pole, louky, lesy a studny.
Zogu se proto rozhodl o všeobecný rozvoj Albánie. V celé zemi nechal vybudovat rozsáhlou síť silnic, škol a nemocnic. Jeho vláda v meziválečném období organizovala kurzy pro učitele, aby se zefektivnila úroveň vzdělání. Podobně jako v Jugoslávii, i v Albánii se jako hlavní překážkou v tomto směru ukázalo podřazené postavení žen, dané muslimskou tradicí. Proces emancipace žen však byl v meziválečném období i přes všechno úsilí ve svých počátcích, a vyžadoval nesmírné prostředky.

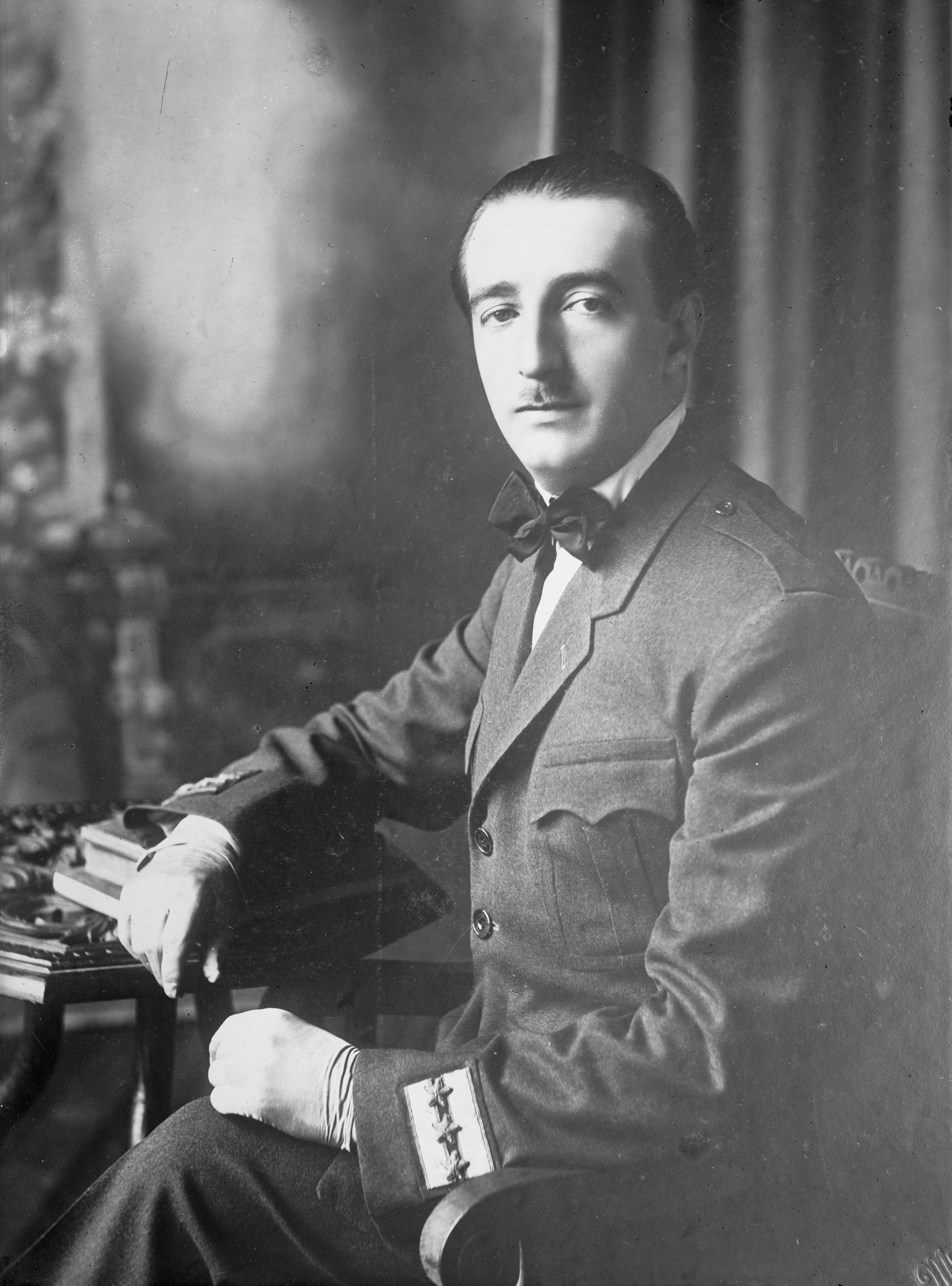
Král Zog I.

Zogu však nebyl jednostranně pozitivní osobností a spasitelem albánského lidu, jak dokládají dobové publikace. Svůj modernizační proces prováděl ruku v ruce s posilováním vlastní moci. Vzrůstající byrokratický aparát a posilování Zoguovy osobní moci vyvolávaly permanentní odpor opozičních politiků. Docházelo k častým povstáním. Politický systém země té doby neznal existenci politických stran, jak je známe dnes. Politický život byl omezen na malou třídu lidí, žijících ve městech, schopných číst a rozlišovat mezi jednotlivými politickými vůdci. Popularitu získávali jednotliví politici podle své známosti mezi veřejností, než podle hodnocení jejich programu.
V roce 1924 odpor proti autoritativní a antisociální vládě Ahmeta Zogua zesílil a vyvrcholil tzv. červnovou revolucí, kdy se Zogu vzdal moci a vlády se ujala vláda v čele s pravoslavným biskupem Fanem Nolim. Byla pozastavena platnost ústavy. I Noliho vláda se ale musela potýkat s nespokojeností obyvatelstva, která byla zesílená mezinárodní izolací. Noliho vláda se rozhodla provádět nezávislou zahraniční politiku. Uznala SSSR a stala se proto trnem v oku sousedním zemím i evropským velmocem, které otevřeně podporovaly novou opozici. Jugoslávie, která byla vlivným albánským sousedem, měla ve 20. letech silně antibolševickou politickou linii a neměla zájem vydržovat souseda, který by provozoval zcela normální vztahy se Sovětským svazem. Této situace využil opět Ahmet Zogu, který se v prosinci s vojenskou podporou Bělehradu opět ujal vlády. Podle ústavy z roku 1925, která vytvořila z Albánie prezidentskou republiku měl nově prezident (Zogu) i moc předsedy vlády a také vrchního velitele ozbrojených sil. Ministerstvo války bylo zrušeno, neboť se ukázalo jako příliš nespolehlivé (stejně jako celá armáda) v předchozích převratech (během kterých Zogu ze země uprchl).
Roku 1928 Zog I. prohlásil zemi královstvím, jehož se stal králem (uzurpátorem). Tímto potvrdil svůj diktátorský post a trvalou vládu v zemi. Albánie získala v pořadí již třetí ústavu od vyhlášení své nezávislosti; role parlamentu byla značně omezena a zákonodárný sněm zasedal jen několikrát v roce. Přestože se Zogu k moci dostal znovu díky pomoci Jugoslávie a zprvu i s touto zemí bez jakýchkoliv podmínek spolupracoval, o několik let později se začal politicky orientovat na Itálii. Byly podepsány četné smlouvy s touto zemí (např. tzv. Tiranský pakt) a také byl umožněn příliv italského kapitálu. Již na konci 20. let se Albánie zavázala, že bez italského souhlasu nevstoupí do jakýchkoliv vojenských svazků.
Albánie se tak stále více dostávala pod vliv Itálie a ve 30. letech již Itálie zcela ovládala albánskou ekonomiku a zahraniční politiku. Státní správa byla modelována podle italského vzoru a armáda byla vyzbrojena italskými zbraněmi. Růst vlivu západního souseda byl umožněný hlavně tím, že Itálie poskytla Albánii řadu půjček. Největší z nich byla ve výši 50 milionů zlatých franků, a poskytla ji italská společnost Svea. Albánii se však tato finanční injekce vůbec nevyplatila, protože během jejího trvání stoupl kurz liry, což znamenalo ve výsledku menší objem peněz. Peníze z půjčky šly především na stavbu silnic (neboť silnice měly pro rozvoj domácí ekonomiky zcela klíčový vliv ₋ v Albánii neexistovaly až do poválečného období žádné železnice). Budovány byly také mosty a přístavy. Z dalších půjček poté byla financována modernizace albánské armády.
V Albánii byly otevřeny pobočky zahraničních bank (italská Banco di Napoli a jugoslávská Beogradska izvozna banka).
Albánská ekonomika byla po vyhlášení nezávislosti naprosto závislá na dovozu, který díky uzavřeným hospodářským smlouvám proudil především z Itálie. Na zahraničním obchodu Albánie se Itálie podílela až 40 %; obchod s Řeckem nebo Jugoslávií byl velmi malý. Saldo zahraničního obchodu vycházelo dlouhodobě v neprospěch země; pasivita obchodní bilance Albánie se pohybovala kolem 50–70 % za celé meziválečné období. Albánie dovážela spotřební zboží také i z Československa; v roce 1935 je nicméně poprvé zaznamenán i obchod opačným směrem (tedy do ČSR).

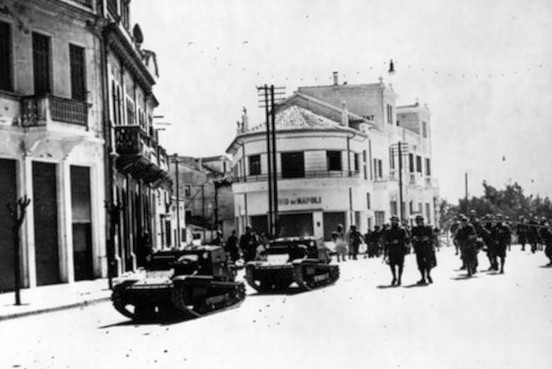
Italské jednotky v Drači v roce 1939.

Když Ahmet Zogu nebyl ochoten přistoupit na ultimativně formulované návrhy nové italsko-albánské spojenecké smlouvy, jejíž realizace by znamenala nastolení italského protektorátu nad Albánií mírovou cestou, přistoupila fašistická Itálie dne 7. dubna 1939 k ozbrojenému útoku.

## Druhá světová válka
Ve dnech 7. až 12. dubna 1939, pouhých 5 měsíců před vypuknutím druhé světové války Albánii obsadila fašistická Itálie a titul albánského krále obdržel od italské vlády král Viktor Emanuel III. Roku 1943 po spojeneckém vylodění v Itálii se italský král vzdal albánského titulu a v Albánii nahradili italské okupační jednotky Němci, kteří zde vytrvali až do roku 1944. Za spoluúčasti albánské komunistické strany se zformovalo protifašistické partyzánské hnutí, které roku 1944 zemi osvobodilo. V jeho čele stál Enver Hodža, ten mezi lidmi získal ohromnou oblibu a stal se velkou autoritou. Okamžitě po skončení bojů získala Albánská strana práce moc a začala provádět komunistické reformy.

### Permetská konference

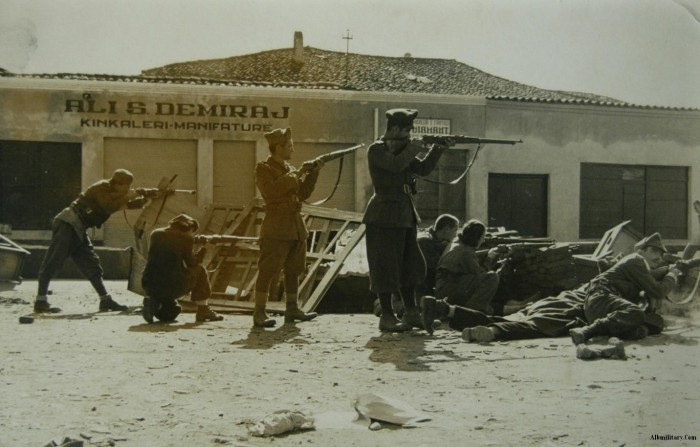
Albánští komunističtí partyzáni v Tiraně v roce 1944.

Permetská konference se uskutečnila v květnu 1944 v Permetu. Byli na ní zastoupeni velitelé albánských partyzánských skupin pod velením komunistů. Na této konferenci se komunistická Antifašistická národní fronta (ANFO) konstituovala na zákonodárný sbor Albánie. ANFO byla řízena Osvobozeneckým výborem, který byl její součástí. Nyní se však tento výbor stal novou albánskou vládou. V říjnu se do jejího čela postavil Enver Hodža a 10. listopadu 1945 byla vláda uznána západními mocnostmi.

## Lidová republika
Již od konce roku 1944 mohli komunisté regulovat mezinárodní obchod a výrobu v zemi – tyto změny zařídila přechodná vláda, která v zemi vládla až do voleb v prosinci 1945. V těch byla však připuštěna jen kandidátka Demokratické fronty (tu tvořili v podstatě členové komunistického odboje), ostatní strany kandidovat nemohly. Demokratická fronta získala 92 % hlasů.

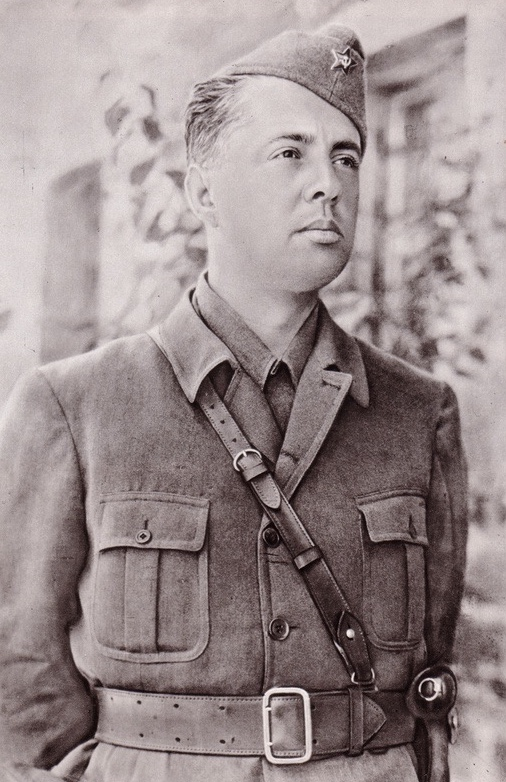
Enver Hodža v roce 1944

Albánie byla po druhé světové válce zničenou zemí. Vzhledem k tomu, že však nebyla hlavním cílem agrese fašistických zemí, zde nebyl tak vysoký počet obětí. Válka si vyžádala v Albánii jen něco okolo 28 000 obětí. Zničená však byla i dříve zaostalá a nedostatečně rozvinutá infrastruktura; značný počet budov, mosty, přístavy a továrny. Spoustu lidí zůstalo bez přístřeší a nebylo možné je přepravovat po území celé země, neboť silnice byly nesjízdné a mosty zničené. Navíc chyběly dopravní prostředky, které by bylo možné použít; motorizace byla v podstatě zanedbatelná.
Dne 11. ledna 1946 byla zrušena monarchie a vyhlášena lidová republika. Na jaře téhož roku vznikla nová vláda, jejímž předsedou se stal Enver Hodža, který zastával též i funkce ministra zahraničí a obrany.
Mezi lety 1946 a 1947 došlo dále k znárodnění, byly znárodněny italské a německé banky a továrny. Veškerý mezinárodní obchod začal kontrolovat stát. Přijat byl též i nový zákon o pozemkové reformě – vyvlastněna byla většina půdy, která patřila soukromým osobám (jednalo se o třetinu rozlohy veškeré země), rolníkům byla přidělena půda pouze do určitého limitu.
V letech 1945–1947 byla Albánie příjemcem zahraniční pomoci v rámci programu UNRRA, který zajistil především potravinovou pomoc a země se tak vyhnula hrozícímu hladomoru. I přesto však panoval po válce nedostatek zboží a v platnosti byl přídělový systém.
1. listopadu 1946 byla schválena ústava, vzniklá podle sovětského a jugoslávského vzoru, v níž země vyhlásila budování socialismu. Nové úpravy tak zajistily moc vládnoucí straně a odstranily tak kromě cizích kapitalistů též malou střední třídu, která vlastnila mnoho různých podniků.
Albánie nejprve spolupracovala s nejbližším sousedem – Jugoslávií. Uzavřeno bylo několik mezistátních smluv, díky nimž získali Albánci jugoslávské technologie za své suroviny. Jeden čas se též uvažovalo o začlenění země přímo do Jugoslávie, či do jakési balkánské federace, jejíž součástí by bylo i Bulharsko. Avšak nakonec albánské vedení uznalo jugoslávské platby za vývoz jako velmi nízké, a se svým severním sousedem spolupráci ukončilo. Sovětský svaz se navíc již v té době, nedlouho po roztržce mezi Titem a Stalinem pokoušel získat Albánii do své sféry vlivu a nabídl ji štědrou pomoc, např. v oblasti mechanizace venkova. Jakmile byla Jugoslávie vyloučena z Informbyra, podobně jako ze sovětské strany, dorazily do Bělehradu i obvinění z Albánie; PPSH označila jugoslávské komunisty za trockisty. Veškerá spolupráce byla přerušena. Jugoslávské komunistické vedení naopak Albánii obvinilo z toho, že se přerušením spolupráce pokouší osvobodit od povinnosti platit nemalý dluh, neboť to byla právě Jugoslávie, která poskytla Albánii celou řadu půjček a pomoci. Nově země navázala kontakty se SSSR, který skutečně nabídl pomoc v oblasti hospodářského rozvoje, a to dokonce větší, než sama Jugoslávie. Poskytl velikou půjčku a do země bylo vysláno na tři tisíce sovětských odborníků. Kromě toho se spolupráce účastnily i další země východního bloku, včetně např. takových, jako bylo Bulharsko.
Po Stalinově smrti a odsouzení jeho kultu osobnosti ochladly vztahy také se Sovětským svazem; představitelé PPSH označili novou Chruščovovu politiku za obalamucování mas a revanšismus.
Obdobně v SSSR byla zahájena protihodžovská kampaň. Albánská lidová republika tak upadla do izolace.

## Spolupráce s Čínou a ekonomický úpadek

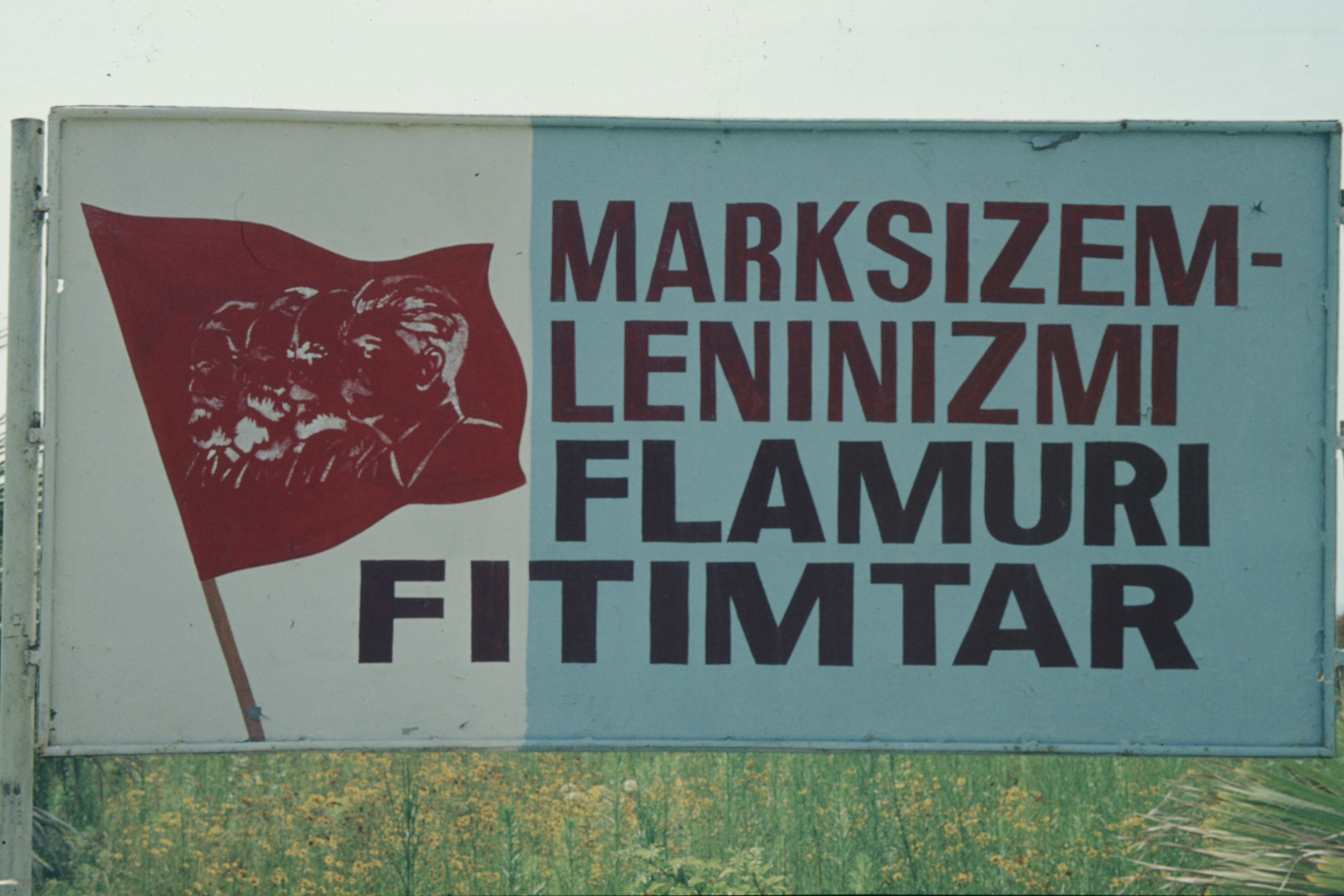
Komunistická strana v Albánii odmítla proces destalinizace, který probíhal v SSSR po roce 1956.

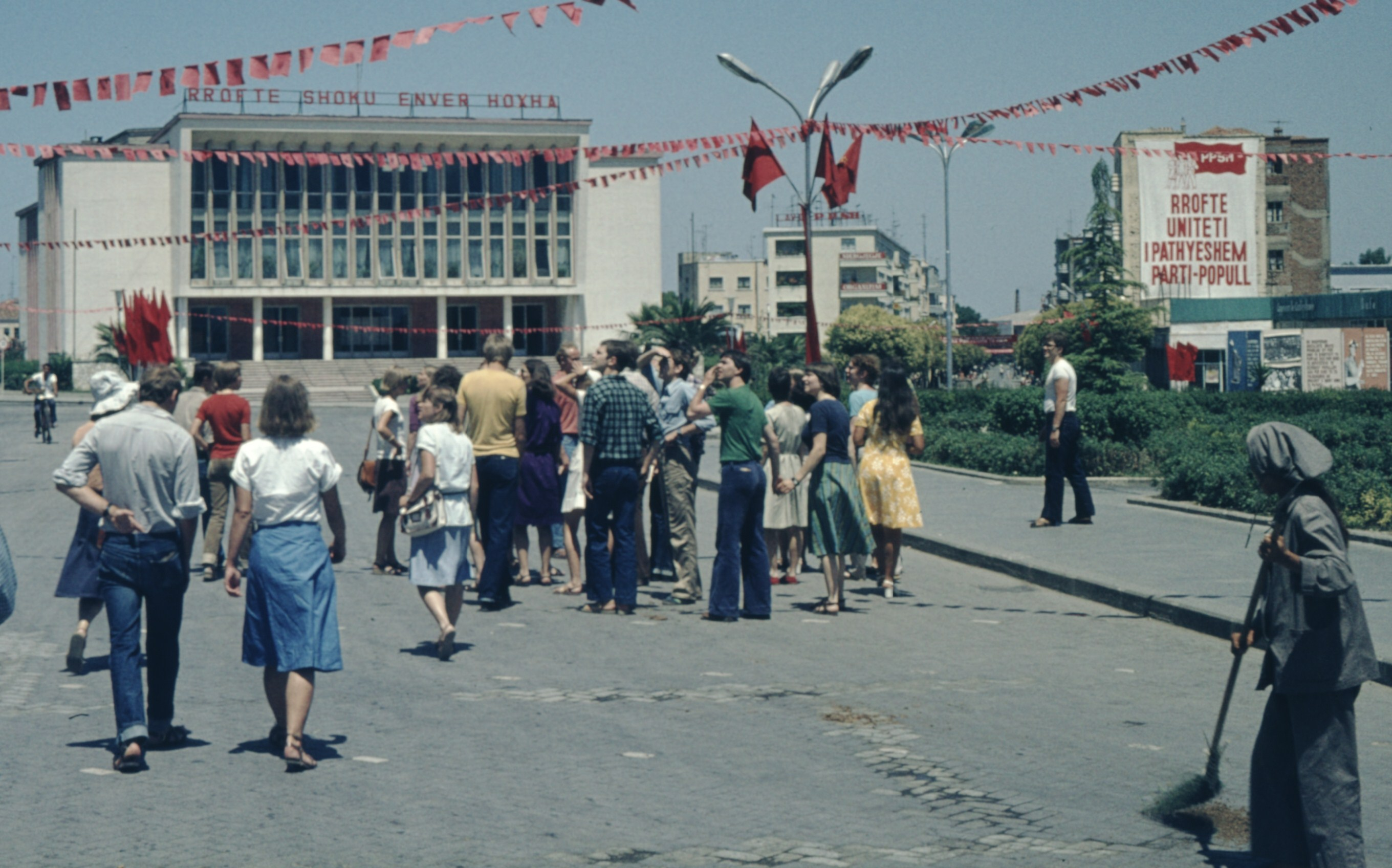
Drač v roce 1978.

Země i její hospodářství se postupně přeorientovaly na nové partnerství s Čínskou lidovou republikou. Zájem albánských představitelů spolupracovat s Čínou se zintenzivnil po zhoršení vzájemných vztahů mezi ČLR a SSSR. Albánie se postavila na stranu Číny ve vzájemném sporu obou velkých zemí. Zlepšování vztahů mezi SSSR a Jugoslávií naopak ještě prohloubilo nedůvěru mezi Tiranou a Moskvou.
Na protest proti okupaci Československa v srpnu 1968 pak Albánie vystoupila z Varšavské smlouvy. V rámci Kulturní revoluce, která proběhla v ČLR, se Albánie vyhlásila jako první ateistický stát na světě a zakázala náboženství; věřící byli tvrdě sankcionováni mnohaletými tresty, mešity a kostely byly uzavřeny a změněny na obchody, tělocvičny, kulturní zařízení či sklady. Kolektivizace v zemědělství se dotkla i těch nejvzdálenějších vesnic.
Spolupráce s Čínou byla nakonec přerušena v polovině 70. let, a zemi to uvrhlo do naprosté izolace. Hospodářská situace se prudce zhoršila, ekonomika stála na vývozu surovin, kterých měla země dostatek, a dovozu veškeré složitější techniky. Zatímco veškeré základní zboží bylo velmi levné a dostupné, právě technika se stala komoditou velmi drahou, pro většinu obyvatelstva prakticky nedostupnou. Osobní automobilová doprava musela být vzhledem k nedostatku paliv zakázána, což snížilo nároky na budování silniční infrastruktury. Ještě v roce 1985 pracovalo 61 % albánského práceschopného obyvatelstva v zemědělství.

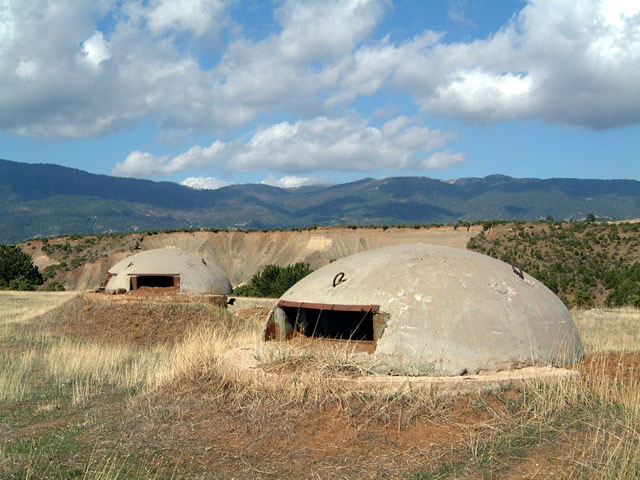
Bunkry v Albánii

V roce 1976 byla vyhlášena nová ústava, v níž se země definovala jako lidově socialistická republika. V obavě před vojenskou intervencí jak ze západu, tak z východu, vybudoval režim v letech 1967–1986 přes 170 tisíc malých betonových bunkrů, které stojí v zemi dodnes.

## Transformace a cesta ke kapitalismu
Po smrti Envera Hodži v roce 1985 narůstalo se stále se zhoršující situací v zemi napětí; opozice, která kromě požadavku demokracie západního typu chtěla i svobodu náboženského vyznání, začala být stále silnější. Obyvatelé vyjadřovali nespokojenost i s mezinárodní izolací země.
V roce 1990 došlo k mnoha protivládním vystoupením, během nichž žádali lidé provedení výše zmíněných změn. Vláda nakonec byla dotlačena k provedení mnohých ústupků; v červenci 1990 byly změněny zákony a umožnila se tak i kandidatura nezávislých (státem však předem schválených) kandidátů či byly povoleny malé soukromé podniky.
S tím se však opozice nespokojila a požadovala svobodné volby. Během velké demonstrace 9. prosince 1990 ústřední výbor PPSH nakonec souhlasil s legalizací opozičních politických struktur. Okamžitě poté ustanovili protestující Demokratickou stranu, o nedlouho později vznikly i další strany demokratického typu.

## Demokratická Albánie

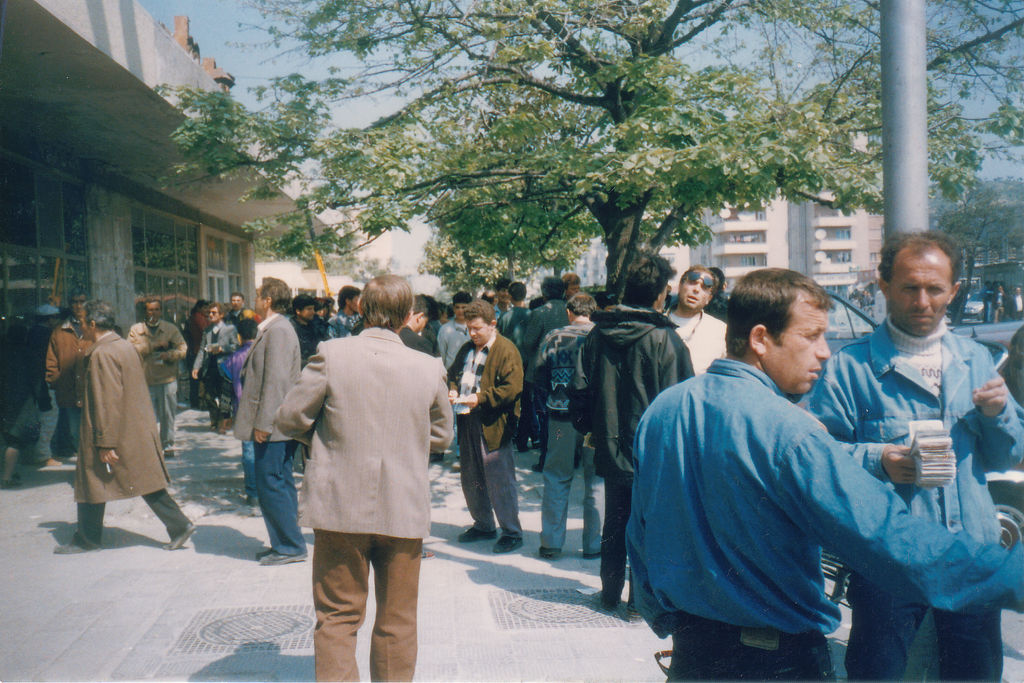
Výměna peněz na ulici, Vlora, 1997.

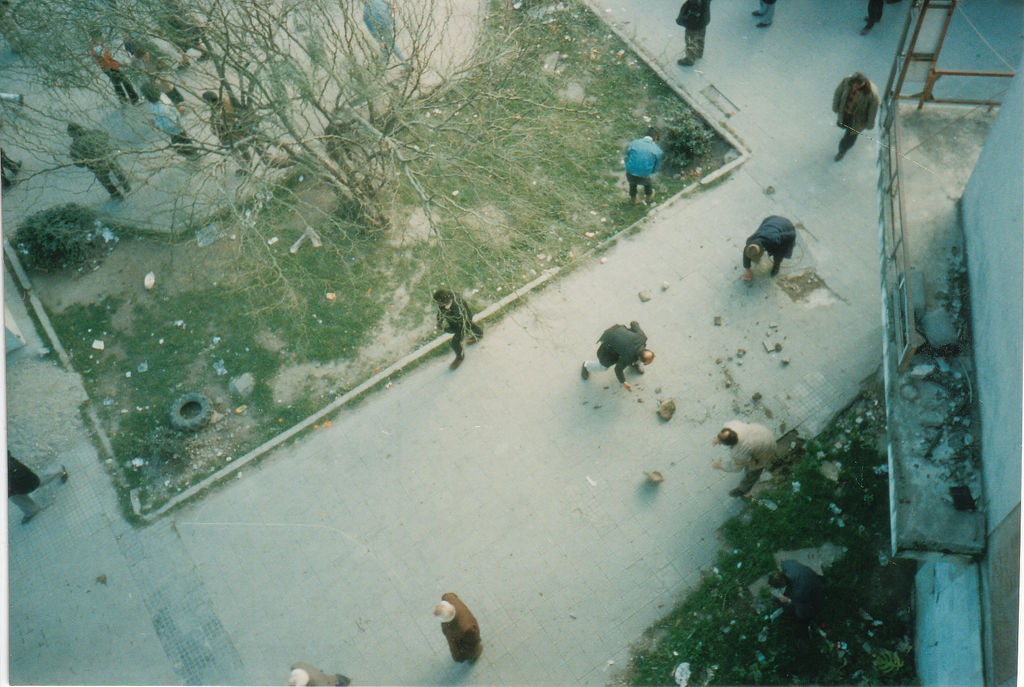
V roce 1997 došlo po zhroucení pyramidových her v zemi k nepokojům. Zde obyvatelé města Vlora rozebírají chodníky v přípravě na útok na policejní jednotky.

Na nátlak opozice musela být v lednu 1991 propuštěna většina politických vězňů. Mezitím však došlo k prudkému zhoršení hospodářské situace země, a tak byl tedy zaveden přídělový systém. Mnoho lidí v této době emigrovalo do Itálie, a též i do dalších zemí. V únoru 1991 již byla jmenována nová vláda a prezidentská rada v čele s Ramizem Aliou. 15. března navázala země diplomatické vztahy s USA a 17. března byli propuštěni i zbývající političtí vězni.
Ke konání prvních svobodných voleb pak došlo na přelomu března a dubna 1991, zvítězila však PPSH s 62 % hlasů; opozice výsledek voleb neuznala, přestože zahraniční pozorovatelé souhlasili s tím, že volby demokratické byly. Po vyhlášení volebních výsledků došlo k mnoha nepokojům, hlavně ve Skadaru.
15. dubna 1991 parlament přijal novou ústavu, v niž byl změněn název na Albánská republika. Vznikla nová vláda, jejímž předsedou byl Fatos Nano; proti němu však stála opět opozice, která vyhlásila generální stávku. Na začátku června 1991 proto musela vzniknout vláda zcela nová, koaliční.
Přesto země stabilní nebyla. Projevila se korupce, nezaměstnanost a zločinnost. Mnoho lidí uprchlo před bídou do zahraničí; do Řecka, Itálie a USA. V roce 1995 požádali představitelé země o členství v NATO, kam byla přijata až v roce 2009.
Na přelomu let 1996 a 1997 zkrachovaly mnohé fondy, do kterých obyvatelé země, hlavně staří lidé, vložili své celoživotní úspory. V zemi zavládly velké nepokoje, jež musela potlačovat armáda. Naprosto se situace uklidnila až po mnohých politických skandálech, které trvaly až do přelomu století.
V roce 1999 uprchl před Jugoslávskou armádou do Albánie značný počet kosovských Albánců. Ti v zemi žijí dodnes.[zdroj?]

## Současnost

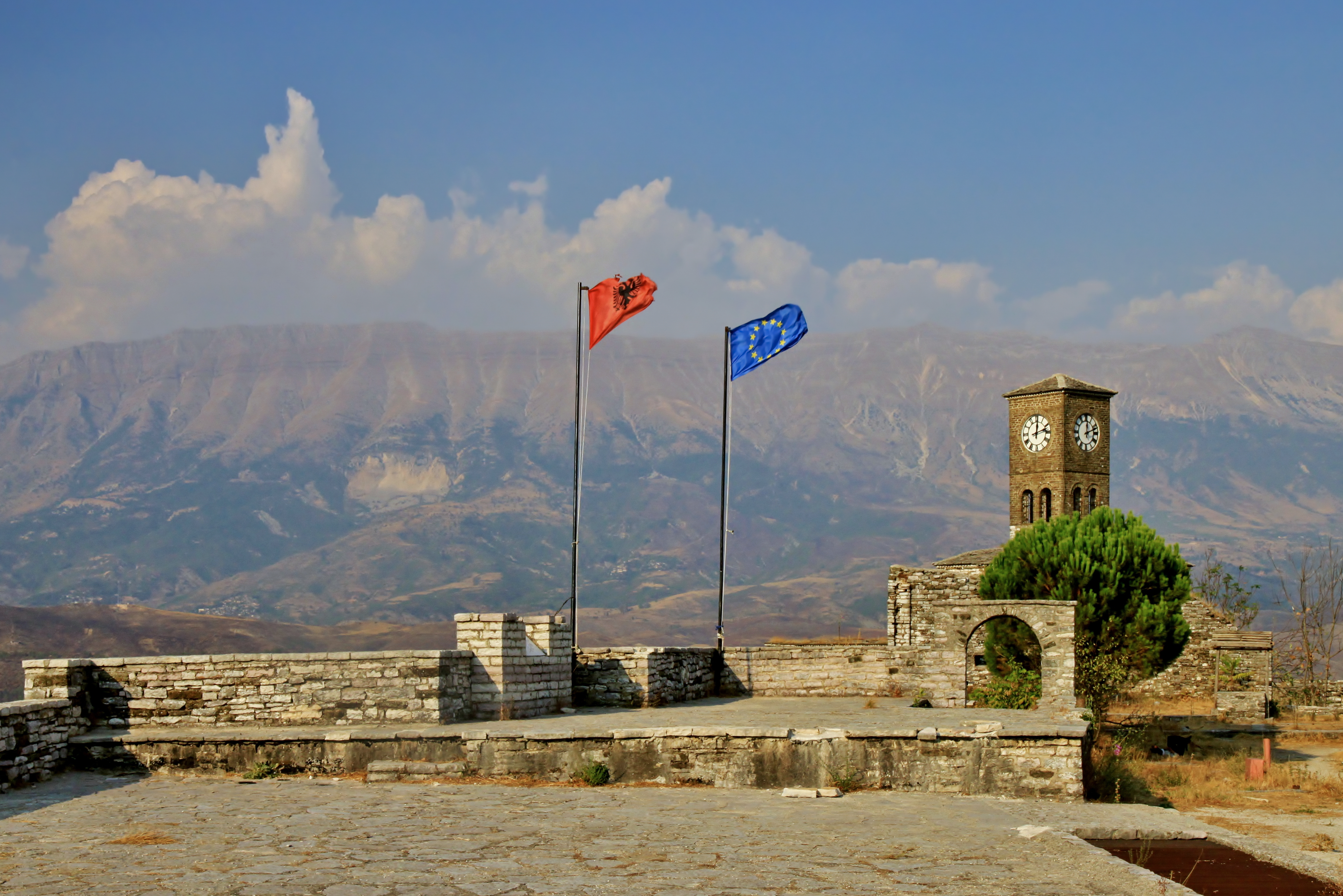
Albánie usiluje o členství v Evropské unii.

V současné době se v zemi rozvíjí hlavně infrastruktura. Po dlouhých desetiletích, kdy nebyla povolena automobilová doprava, se po jejím zavedení v roce 1999 ukázal stávající systém silnic naprosto poddimenzovaný. Proto byly v prvním desetiletí 21. století budovány především asfaltové silnice mezi hlavními městy; nahrazovány brody mosty. O nedlouho později začaly vznikat první dálnice; nejprve z Drače do Tirany a později i do dalších větších měst. V roce 2015 je budována dálnice z Tirany do Elbasanu a z Drače do Skadaru. V souvislosti s ekonomickou pomocí Kosovu vznikla také moderní dálnice z Kukëse do města Milot. Otevřeny byly i nové hraniční přechody (například ve městě Konispol na jihu země).
S mezinárodní účastí vzniklo mnoho firem, dochází k rekonstrukci starých center měst. Rozvíjí se též i turistika. Přestože je turistický potenciál Albánie značný, infrastruktura v podobě hotelů či ubytoven je chabá. Turistické značení v horách vzniká na základě dobrovolných iniciativ. V oblasti Albánské riviéry vzniklo značné množství ubytovacích zařízení, které jsou populární především díky nižším cenám, než je tomu v sousedním Řecku.
Na počátku 21. století se ekonomika země stabilizovala. I přesto však Albánie trpí značným trendem v oblasti vystěhovalectví; mladí lidé zemi, jejíž životní úroveň je i přes historické modernizační vlny velmi nízká, opouštějí do Itálie, Řecka, nebo Spojených států. Albánská diaspora je podobně jako je tomu v případě všech dalších zemí Balkánu značným příjmem financí pro čtyřmilionovou republiku. Ekonomiku země proto do jisté míry postihla dluhová krize v Řecku, neboť v tamním zemědělství pracuje nemalý počet Albánců.
Albánie je první zemí na světě, která zneškodnila celý svůj arzenál chemických zbraní důvěryhodným způsobem. 13. července 2007 to oznámila Organizace pro zákaz chemických zbraní, která sídlí v nizozemském Haagu. Albánie zničila 16,7 tuny chemikálií. Úmluva o zákazu vývoje, výroby, skladování a použití chemických zbraní a o jejich zničení vstoupila v platnost v roce 1997.